# Озерянский сельский совет (Бучачский район)
Озерянский сельский совет (укр. Озерянська сільська рада) — входит в состав
Бучачского района
Тернопольской области
Украины.
Административный центр сельского совета находится в селе Озеряны.

## История
- 1945 — дата образования.

## Населённые пункты совета
- с. Озеряны
- с. Вербятин